# Most svetega Servacija
Most svetega Servacija ali Sint Servaasbrug  je obokan kamnit most za pešce čez reko Meuse v Maastrichtu na Nizozemskem. Imenuje se po sv. Servaciju, prvem maastrichtskem škofu in (kljub velikim poškodbam po drugi svetovni vojni obnovljen) je  najstarejši most na Nizozemskem. 

## Opis
Most svetega Servacija povezuje promet pešcev iz okrožja Binnenstad v Maastrichtu na zahodnem bregu reke Meuse z okrožjem Wyck na vzhodnem bregu reke. 
Most je sestavljen iz apnenca in v sedanji sestavi 160 m dolg in 9 m širok. Razpetina vsakega od sedmih lokov meri 12 metrov in jih podpira sedem opornikov. Ločen jeklen dvižni most z razponom 54,5 m povezuje vzhodni konec mostu z vzhodnim bregom reke. 

## Zgodovina
Rimljani so na približno tem mestu zgradili lesen most čez reko Meuse okoli leta 50, in iz latinske besede za »prečkanje Meuse« - mosae trajectum - je nastalo ime mesta. Vrsto let je bil to edini prehod v spodnjem toku reke Meuse. Rimski most je propadel leta 1275 pod težo velike procesije, ob tem je umrlo 400 ljudi.  Med letoma 1280 in 1298 je bil nekoliko severno od starejšega prehoda zgrajen nov kamnit most.  Katoliška cerkev je spodbujala njegovo gradnjo s prodajo odpustkov ljudem, ki so ga tako pomagali zgraditi.
Most je bil prvič obnovljen leta 1680 in nato leta 1825 z dodatkom lesene konstrukcije na vzhodni strani mostu. Leta 1850 je del zgrajenega kanala Maastricht-Liège prerezal zahodno stran mostu.
Ko je bil v 1930-ih, z gradnjo novega Viljemovega mostu 300 metrov dolvodno, stari most razrešen svoje funkcije kot edinega mesta za prehod reke, je bil deležen večje prenove. Loki so bili rekonstruirani v betonu in oblečeni z originalnimi kamni. Zgrajeni so bili talni loki, da se prepreči erozija rečnega korita, na katerem je most zgrajen. Dva loka na vzhodnem koncu mostu so odstranili in ju nadomestili z jeklenim vertikalnim dvižnim mostom. Med obema mostovoma na vzhodni strani reke, je zgrajen ločevalni nasip zaradi plovnega vzhodnega kanala.
V drugi svetovni vojni most je bil most leta 1944 močno poškodovan, ko se je nemška vojska umikala iz Nizozemske. Leta 1948 je bil obnovljen. Leta 1962 je bil za ladijski promet v kanalu vzhodno od mostu, ta podaljšan z jeklenim mostom priključenim na glavni most.
Leta 1968 je bil most prikazan na nizozemski poštni znamki. 